# Elisa Gabrielli
Elisa Gabrielli (3 luglio 1959) è una doppiatrice, animatrice e attrice statunitense.

## Filmografia parziale

### Attrice
- Una pallottola spuntata 33⅓ - L'insulto finale (1994)
- E.R. - Medici in prima linea (1 episodio, 1998)

### Doppiatrice

#### Film
- Mulan (1998)
- Shrek (2001)
- Madagascar (2005)
- Boog & Elliott - A caccia di amici (2006)
- Beverly Hills Chihuahua (2008)
- Madagascar 2 (2008)
- Bride Wars - La mia migliore nemica (2009)
- Sammy 2 - La grande fuga (2012)
- Last Vegas (2013)
- Tammy, regia di Ben Falcone (2014)
- Luca (2021)

#### Videogiochi
- Maven Rovo Nero in The Elder Scrolls V: Skyrim (2011)

### Animatrice
- Shrek (2001)

## Doppiatrici italiane
- Cristina Grado in Madagascar
- Cristina Noci in Madagascar 2
- Eliana Lupo in Shrek (Cenerentola)
- Ilaria Giorgino in Shrek (Biancaneve)
- Orietta Berti in Luca